# كلير ريتشاردز
كلير ريتشاردز (بالإنجليزية: Claire Richards)‏ هي مغنية بريطانية، ولدت في 17 أغسطس 1977 في هيلينغدون ‏ في المملكة المتحدة.

## وصلات خارجية
- الموقع الرسمي
- كلير ريتشاردز على موقع IMDb (الإنجليزية)
- كلير ريتشاردز على موقع ميوزك برينز (الإنجليزية)
- كلير ريتشاردز على موقع ديسكوغز (الإنجليزية)